# 荻野一
荻野 一（おぎの はじめ、1898年5月28日 - 1981年11月9日）は、昭和期の実業家、警察官。

## 人物
1924年、関西大学専門部卒業。警察に入り、警察官として勤務し、後に特高警察を経て、太平洋戦争末期に兵庫県警察部の労務係長を辞した。身長180cm、体重95kgの巨体。日本製鉄出入りの運輸会社富島組に入社し常務となる。終戦直後、GHQから、広島県呉市沖の瀬戸内海に堆積していた旧日本陸海軍の砲弾処理作業を請け負い巨額の富を得る。爆弾を2メートル程度の浅瀬に捨て、処理料を得て、再び掘り出して火薬を抜き去り、抜け殻をスクラップとして売り払い二重にもうけた。これを元手に解散寸前の山陽製鋼（現・山陽特殊製鋼）を1000万円で買収、1948年社長に就任した。
1957年から積極策に転じ、資本金の3倍以上の値段の設備をフランスから導入したが、高度成長期にもあたり急成長したとされた。1965年の山陽特殊製鋼倒産事件で社長を辞任したが、数期にわたる粉飾決算、会社からの不正な借入金などの事実が明らかになり、商法・証券取引法違反などの疑いで逮捕・起訴された。
一方、管財人によって民事の損害賠償請求も出され、飾磨御殿と呼ばれた邸宅などが差し押さえられ、一部は売却された。